# Hubert Stärker
Hubert Stärker (* 7. September 1936 in Augsburg; † 23. Juni 2021) war deutscher Unternehmer und Politiker.

## Werdegang
Stärker studierte Betriebswirtschaft an der Universität München. Nach Abschluss als Diplom-Kaufmann trat er 1965 in das auf Abgasanlagen spezialisierte Unternehmen Zeuna Stärker ein und war dort ab 1978 geschäftsführender Gesellschafter.
Von 1985 bis 1998 war er Präsident des Verbandes der bayerischen Metall-Arbeitgeber (vbw) und von 1985 bis 1997 Präsident der Vereinigung der Arbeitgeberverbände in Bayern (VAB). In dieser Funktion leitete er die Fusion des Verbandes mit dem Landesverband der Bayerischen Industrie (LBI) zur Vereinigung der Bayerischen Wirtschaft (vbw) ein.
Als Vertreter der Gruppe Industrie und Handel gehörte er vom 1. Januar 1994 bis zur Auflösung am 31. Dezember 1999 dem Bayerischen Senat an.

## Ehrungen
- 1992: Ehrensenator der Universität Augsburg
- 1993: Ehrensenator der Technischen Universität München
- 1996: Großes Verdienstkreuz der Bundesrepublik Deutschland
- 2006: Großes Verdienstkreuz mit Stern der Bundesrepublik Deutschland
- Bayerischer Verdienstorden
- Ehrenpräsident des Verbandes der bayerischen Metall-Arbeitgeber
- Ehrenpräsident der Vereinigung der Bayerischen Wirtschaft
- Goldenes Ehrenzeichen für Verdienste um die Republik Österreich
- Verdienstmedaille „Für Augsburg“
- Staatsmedaille für besondere Verdienste um die bayerische Wirtschaft
- Bayerische Staatsmedaille für soziale Verdienste